# Elise Pearlstein
Elise Pearlstein ist eine US-amerikanische Filmproduzentin, Regisseurin und Drehbuchautorin mit dem Schwerpunkt Dokumentarfilme.
1998 schuf Pearlstein mit Pink's Famous Chili Dogs ihre erste Dokumentation. Im Anschluss arbeitete sie für die Sender und Sendungen Bravo, MSNBC, Discovery, NBC News und ABC News. In den Jahren 2000 bis 2005 war sie für Tom Brokaw sowie später Peter Jennings tätig und schuf Dokumentarbeiträge für deren Sendungen.
Pearlstein war seit 2013 Senior Vice President der Dokumentarproduktionsfirma Participant Media, bevor sie 2020 zu This Machine wechselte.
Bei der Oscarverleihung 2010 war sie gemeinsam mit Robert Kenner für Food, Inc. für den Oscar in der Kategorie Bester Dokumentarfilm nominiert. Im Jahr zuvor gewannen sie für die Produktion einen Gotham Award. 2011 wurde Pearlstein gemeinsam mit dem übrigen Produktionsteam zwei Mal mit dem News & Documentary Emmy Award ausgezeichnet.